# Ameerega hahneli
Ameerega hahneli är en groddjursart som först beskrevs av George Albert Boulenger 1884.  Ameerega hahneli ingår i släktet Ameerega och familjen pilgiftsgrodor. IUCN kategoriserar arten globalt som livskraftig. Inga underarter finns listade i Catalogue of Life.